# Costas fueguinas

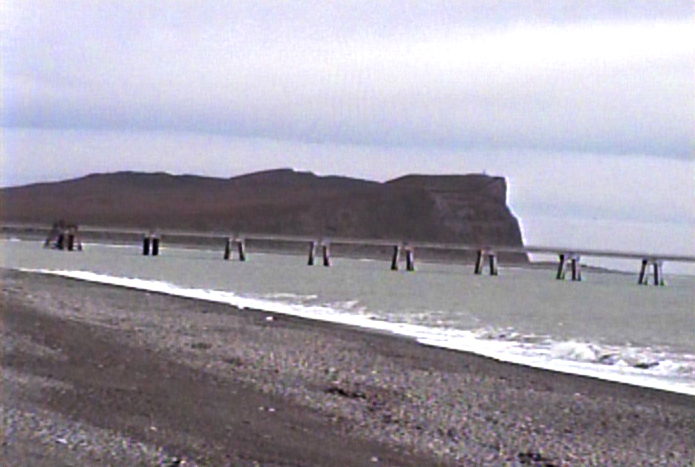
"Puerto caleta la Misión" y Cabo Santo Domingo, a 12 km al norte de la desembocadura del río Grande.

Costas fueguinas es la denominación de la zona litoral de la isla Grande de Tierra del Fuego, en territorio de Argentina.  Estas costas abarcan desde el cabo Espíritu Santo en el norte hasta las costas en la zona sur de la isla.
La geografía se caracteriza por costas muy recortadas producto de los procesos de erosión glacial, con acantilados interrumpidos por  cañadones. Se destacan la bahía y el cabo San Sebastián. A unos 70 km al sur de dicho cabo se encuentra la desembocadura del río Grande a cuya vera se encuentra la ciudad homónima a unos 53° 40' de latitud sur. Luego se encuentran los cabos Peña, Viamonte, San Pablo, San Vicente y San Diego; allí la costa es baja y concluye el litoral fueguino oriental.
La costa sur de la isla Grande de Tierra del Fuego corresponde al lateral del extremo sur de la cordillera de los Andes, que recorre la margen sur de la Isla Grande de Tierra del Fuego. En esta zona posee una altitud media de unos 1.000 m, y se encuentra poblada por densos bosques que llegan hasta la costa del mar y ascienden hasta la cota de 500 m. La costa sur posee numerosas bahías, entre las cuales se destacan bahía Aguirre, bahía Slogger y la bahía de Ushuaia, sobre la que se asienta la ciudad homónima, capital de la provincia de Tierra del Fuego, Antártida e Islas del Atlántico Sur, en Argentina.